# Let the Rhythm Hit 'Em
Let the Rhythm Hit’Em é o terceiro álbum de estúdio da banda norte americana de hip hop Eric B. & Rakim, lançado em 1990. Rakim neste álbum adoptou um tipo de voz mais agressiva com letras abordando assuntos mais sérios e maturos. No que toca ao som usado aparecem músicas mais suaves com samples de soul como em In The Ghetto. Apesar de não ter lançado singles tão populares como nos seus anteriores álbuns (Paid In Full e Follow The Leader) é considerado por muitos fãs e críticos o álbum mais coerente da dupla. O álbum foi dos poucos que recebeu a avaliação da revista The Source com 5 estrelas.

## Faixas
1. "Let the Rhythm Hit 'Em"
2. "No Omega"
3. "In the Ghetto"
4. "Step Back"
5. "Eric B. Made My Day"
6. "Run For Cover"
7. "Untouchables"
8. "Mahogany"
9. "Keep 'Em Eager to Listen"
10. "Set 'Em Straight"
11. "Let The Rhythm Hit 'Em" (Mark 45's Remix) [faixa bónus]